# Flandern-Rundfahrt 1969
Die Flandern-Rundfahrt 1969 war die 53. Austragung der Flandern-Rundfahrt, ein belgisches Eintagesrennen im Straßenradsport. Es wurde am 30. März 1969 über eine Distanz von 259 km ausgetragen. Sieger wurde Eddy Merckx aus Belgien.

## Rennen
178 Radrennfahrer stellten sich dem Starter in Gent. Zielort war Meerbeke. Die Flandern-Rundfahrt gehörte zur Rennserie Super Prestige Pernod 1969. Regen und starker Wind sorgten für eine rasche Dezimierung des Starterfeldes. Am Kwaremont setzten sich 22 Fahrer vom Rest des Hauptfeldes ab. 70 Kilometer vor dem Ziel startete Eddy Merckx gegen den Rat seines Sportlichen Leiters Guillaume Driessens einen Ausreißversuch. Er gewann mit mehr als fünf Minuten Vorsprung als Solist. 40 Fahrer erreichten das Ziel.

## Ergebnis
| Platz | Fahrer                   | Team                   | Zeit              |
| ----- | ------------------------ | ---------------------- | ----------------- |
| 1.    | Eddy Merckx              | Faemino-Faema          | 6: 20: 00 Stunden |
| 2.    | Felice Gimondi           | Salvarani              | + 5:36 min.       |
| 3.    | Marino Basso             | Molteni                | + 8:08 min.       |
| 4.    | Franco Bitossi           | Filotex                | gl. Zeit          |
| 5.    | Bernard Van De Kerckhove | Faemino-Faema          | gl. Zeit          |
| 6.    | Michele Dancelli         | Molteni                | gl. Zeit          |
| 7.    | Barry Hoban              | Mercier–BP–Hutchinson  | gl. Zeit          |
| 8.    | Frans Verbeeck           | Okay Whiskey-Diamant   | gl. Zeit          |
| 9.    | Georges Claes            | Goldor–Hertekamp–Gerka | gl. Zeit          |
| 10.   | Joseph Spruyt            | Faemino-Faema          | + 8:08 min.       |